# Amauris interposita
Amauris interposita är en fjärilsart som beskrevs av Talbot 1940. Amauris interposita ingår i släktet Amauris och familjen praktfjärilar. Inga underarter finns listade i Catalogue of Life.